# Antoni Jaźwiński
Antoni Jaźwiński herbu Grzymała (ur. 22 lutego 1789 Czerniewo, Litwa, zm. 1870) – polski filozof, poliglota, wynalazca tzw. „metody polskiej” , pionier mnemotechniki  .

## Rodzina
Urodził się 22 lutego 1789 roku w powiecie wileńskim na Litwie w rodzinnym majątku Czerniewo, jako syn Feliksa Jaźwińskiego herbu Grzymała oraz Katarzyny z Uzłowskich. Jego ojciec był szambelanem z mianowania króla Stanisława Augusta. Miał kilkoro rodzeństwa, w tym siostrę Justynę .

## Życiorys
Edukację rozpoczął jako siedmiolatek w Kolegium jezuitów w Połocku. W 1803 roku, w bardzo młodym wieku, licząc zaledwie 14 lat, wstąpił na Uniwersytet Wileński, gdzie studiował prawo, matematykę oraz nauki przyrodnicze. Na Uniwersytecie warszawskim uzyskał stopień doktora filozofii. Po ukończeniu uczelni wstąpił do wojska Księstwa Warszawskiego. W 1794 był brygadierem, a później kapitanem artylerii. Służbę wojskową zakończył w 1819 .
Emigrował do Włoch, gdzie poświęcił się nauczaniu. Tam opracował i opublikował własną metodę mnemotechniczną, która znalazła szerokie zastosowanie we Francji w latach 1830–1835 .

## Wynalazki

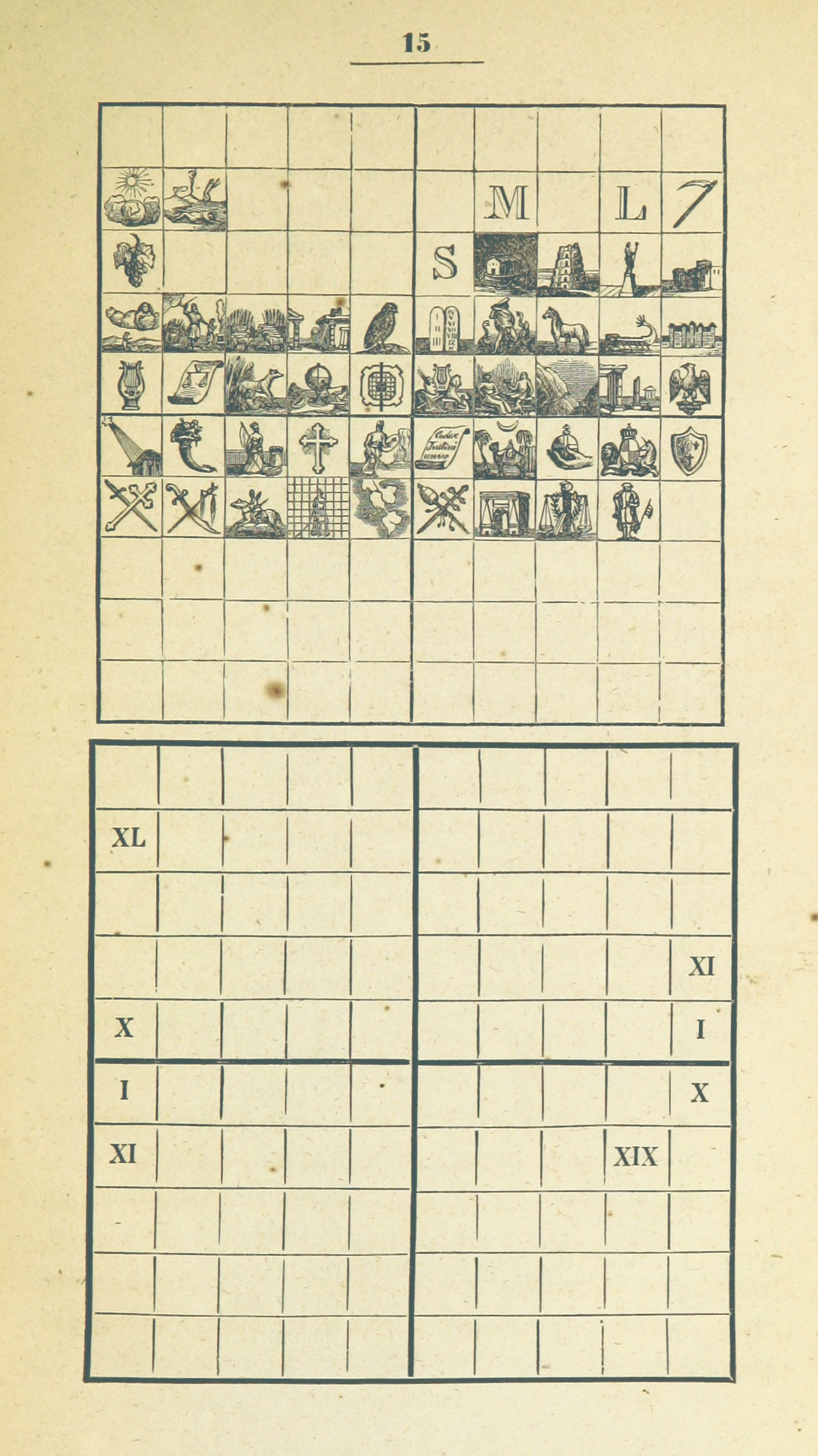
Tablica z książki S. Zanańskiego z zastosowaniem „metody Jaźwińskiego” do nauki historii

Wynalazł własną metodę mnemotechniczną, którą wypromował i udoskonalił. Została ona nazwana „metodą polską” lub od jego nazwiska „metodą Jaźwińskiego”. Opublikował ją po raz pierwszy po włosku w 1829 w Mediolanie na emigracji we Włoszech, w dziele pt. „Metoda generale d’insitnamento colmezzo dei numeri e dei colori, applicato allo studio dalla cronologia” . Było ono drukowane także w kilku innych językach w tym po polsku w 1837  .
Pierwotnie metoda Jaźwińskiego polegała na zastosowaniu układu współrzędnych, tabel, kolorowych pasków oraz ideogramów do oznaczania okresów historycznych i budowania z nich wykresów w celach zapamiętywania oraz porównywania danych. Metoda ta znalazła początkowo zastosowanie w chronologii, a później także w innych dziedzinach, w nauczaniu geografii, języków czy gramatyki. Wspólną wykładnią było zastosowanie wizualizacji do obrazowania danych liczbowych i statystycznych  .
Jaźwiński znalazł liczne grono współpracowników oraz naśladowców, którzy propagowali jego metodę w szkolnictwie francuskim. Wśród nich szczególną rolę odegrali Józef Bem, który w 1843 opublikował własną pracę Exposé général de la Méthode mnémonique polonaise perfectionnée a Paris : bsuivi d'une application spéciale a l'histoire [...] oraz Feliks Napoleon Żaba. Metoda wzbudziła także zainteresowanie za Oceanem – w Brazylii, Stanach Zjednoczonych i Kanadzie. Liczni autorzy publikowali na jej temat swoje własne prace. We Francji publikowano wykłady metody Jaźwińskiego w wersjach pudełkowych wraz z zestawami edukacyjnymi zawierającymi tablice. O jej popularności mogą świadczyć kilkukrotnie następujące po sobie wydania: „Methode polonaise, inventee par Iazwinski”, „Méthode de A. Jazwinski, appliquée à la chronologie, l'histoire, la géographie, l'étude des langues pratique et théorique” 1839, „Explication de la carte chronographique pour Pótude de l'histoire d'apres la methode dite polonaise”   .
Według wydań francuskich metodę Jaźwinskiego przełożono na język polski w dziełach: „Nowa metoda uczenia chronologii” A. Artychiewicz (1836 w Warszawie), Jan Fok (1837 w Wilnie), S. Zarajski (1849 we Lwowie). Do nauki historii polskiej zastosował ją Aleksander Zdanowicz w dziele Tablica chronograficzna, podług metody Jaźwinskiego, obejmująca wykład nowej metody uczenia chronologii, jako też spis cesarzów i królów, w tablicy chronograficznej zawartych od N. C. do dnia dzisiejszego. Wilno 1845. Jan Euerling wydał po polsku obszerny, dwutomowy, „Przewodnik do języka francuskiego według metody Jażwinskiego” (Petersburg 1846) .
Po rosyjsku ukazał się według metody „Atlas chronograficzny, z tablicami synchronistycznymi oraz 500 portretami” (1840, Petersburg). W 1832 wyszła w Londynie książeczka pt. „ Methode Polonaise... appliquóc de la chronologie, l'histoire, la geographie, Petude des langues”. W roku 1837 panna Jolivet wydała „Methode dite polonaise; application aux langnea perfectionnóe”, a panna Clair zastosowała ją do nauki gramatyki .

## Dzieła
- (1829), „Metoda generale d’insitnamento colmezzo dei numeri e dei colori, applicato allo studio dalla cronologia”, francuskie wydanie „Méthode mnémonique polonaise”, polskie wydanie 1837[3] [1] .